# Liste des monuments historiques de la Haute-Saône (Luxeuil - Jussey)
Cet article recense les monuments historiques de la Haute-Saône, en France, pour la partie nord du département.

## Communes
La liste suivante liste les communes de cette liste de monuments historiques, c'est-à-dire au nord du département.

## Liste
| Monument | Commune                       | Adresse                       | Coordonnées                      | Notice                        | Protection            | Date           | Illustration |
| --- | ----------------------------- | ----------------------------- | -------------------------------- | ----------------------------- | --------------------- | -------------- | --- |
| Mairie - Justice de paix - Ecole Les façades et toitures, à l'exception de l'aile arrière construite en 1971. | Amance                        |                               | 47° 48′ 04″ nord, 6° 03′ 33″ est | « PA70000071 »                | Inscrit               | 2005           | Image manquante Téléverser |
| Maison Bucheron ou maison dite Espagnole Maison : classement par arrêté du 8 août 1991 ; Façades et toiture du bâtiment de dépendances en vis-à-vis du logis, côté cour ; meurtrière à rotule située à droite de la porte cochère, côté rue : inscription par arrêté du 8 août 1991. | Amance                        | Grande-Rue                    | 47° 48′ 06″ nord, 6° 03′ 32″ est | « PA00102105 »                | Classé et Inscrit     | 1991           | Maison Bucheron ou maison dite EspagnoleMaison : classement par arrêté du 8 août 1991 ; Façades et toiture du bâtiment de dépendances en vis-à-vis du logis, côté cour ; meurtrière à rotule située à droite de la porte cochère, côté rue : inscription par arrêté du 8 août 1991. |
| Remparts d'Amance Tour Ouest. | Amance                        |                               | 47° 48′ 04″ nord, 6° 03′ 28″ est | « PA00102106 »                | Classé                | 1971           | Remparts d'AmanceTour Ouest. |
| Croix monumentale du Mont-Dahin | Amont-et-Effreney             | Le Mont Dahin                 | 47° 52′ 09″ nord, 6° 33′ 00″ est | « PA00102110 »                | Classé                | 1986           | Croix monumentale du Mont-Dahin |
| Église Saint-Remi d'Anjeux | Anjeux                        |                               | 47° 52′ 48″ nord, 6° 12′ 40″ est | « PA00102111 »                | Inscrit               | 1944           | Église Saint-Remi d'Anjeux |
| Église Saint-Martin de Blondefontaine | Blondefontaine                |                               | 47° 52′ 43″ nord, 5° 51′ 59″ est | « PA00102120 »                | Classé                | 1992           | Église Saint-Martin de Blondefontaine |
| Château de Bougey | Bougey                        |                               | 47° 46′ 49″ nord, 5° 51′ 35″ est | « PA00102121 » « PA70000121 » | Inscrit               | 1979 2020      | Château de Bougey |
| Cimetière des Pestiférés de Bouligney | Bouligney                     |                               | 47° 54′ 29″ nord, 6° 15′ 24″ est | « PA70000094 »                | Inscrit               | 2009           | Image manquante Téléverser |
| Mairie-lavoir et fontaine Napoléon de Bouligney | Bouligney                     |                               | 47° 53′ 40″ nord, 6° 14′ 30″ est | « PA70000001 »                | Inscrit               | 1996           | Mairie-lavoir et fontaine Napoléon de Bouligney |
| Château de Bourguignon-lès-Conflans | Bourguignon-lès-Conflans      |                               | 47° 48′ 24″ nord, 6° 09′ 56″ est | « PA00102122 »                | Inscrit               | 1927           | Château de Bourguignon-lès-Conflans |
| Église Saint-Georges de Bourguignon-lès-Conflans | Bourguignon-lès-Conflans      |                               | 47° 48′ 22″ nord, 6° 09′ 52″ est | « PA00102123 »                | Inscrit               | 1946           | Église Saint-Georges de Bourguignon-lès-Conflans |
| Pont à la Polonceau sur la Lanterne | Bourguignon-lès-Conflans      |                               | 47° 48′ 16″ nord, 6° 09′ 48″ est | « PA00102124 »                | Inscrit               | 1982           | Pont à la Polonceau sur la Lanterne |
| Château de Breuches | Breuches                      |                               | 47° 48′ 05″ nord, 6° 19′ 55″ est | « PA00132860 »                | Inscrit               | 1994           | Château de Breuches |
| Croix de Cemboing | Cemboing                      |                               | 47° 50′ 31″ nord, 5° 51′ 19″ est | « PA70000013 »                | Classé                | 2006           | Croix de Cemboing |
| Église de l'Assomption de Cemboing | Cemboing                      |                               | 47° 50′ 30″ nord, 5° 51′ 22″ est | « PA00135344 »                | Inscrit               | 1995           | Église de l'Assomption de Cemboing |
| Monument Mathelat | Cemboing                      | Cimetière                     | 47° 50′ 29″ nord, 5° 51′ 13″ est | « PA70000014 »                | Inscrit               | 1997           | Monument Mathelat |
| Château-Dessous | Chauvirey-le-Châtel           |                               | 47° 47′ 33″ nord, 5° 45′ 05″ est | « PA00102135 »                | Classé                | 1928           | Château-Dessous |
| Château-Dessus | Chauvirey-le-Châtel           |                               | 47° 47′ 36″ nord, 5° 45′ 03″ est | « PA00132607 »                | Inscrit               | 1994           | Château-Dessus |
| Église de la Nativité-de-Notre-Dame de Chauvirey-le-Châtel | Chauvirey-le-Châtel           |                               | 47° 47′ 32″ nord, 5° 45′ 10″ est | « PA70000098 »                | Inscrit               | 2010           | Église de la Nativité-de-Notre-Dame de Chauvirey-le-Châtel |
| Mairie, justice de paix et école | Combeaufontaine               | 42 Grande-Rue                 | 47° 42′ 36″ nord, 5° 53′ 26″ est | « PA70000073 »                | Inscrit               | 2005           | Mairie, justice de paix et école |
| Couvent des Récollets de Conflans-sur-Lanterne | Conflans-sur-Lanterne         | Rue du Principal              | 47° 48′ 57″ nord, 6° 12′ 26″ est | « PA00102142 »                | Inscrit               | 1987           | Couvent des Récollets de Conflans-sur-Lanterne |
| Croix de cimetière | Conflans-sur-Lanterne         |                               | 47° 48′ 58″ nord, 6° 12′ 33″ est | « PA00102143 »                | Inscrit               | 1971           | Croix de cimetière |
| Église Saint-Maurice de Conflans-sur-Lanterne | Conflans-sur-Lanterne         |                               | 47° 48′ 58″ nord, 6° 12′ 33″ est | « PA00102144 »                | Inscrit               | 1988           | Église Saint-Maurice de Conflans-sur-Lanterne |
| Château de Contréglise | Contréglise                   |                               | 47° 49′ 28″ nord, 6° 02′ 18″ est | « PA70000104 »                | Inscrit               | 2011           | Image manquante Téléverser |
| Forges de Varigney | Dampierre-lès-Conflans        |                               | 47° 50′ 01″ nord, 6° 12′ 39″ est | « PA00132861 »                | Inscrit               | 1994           | Forges de Varigney |
| Filature de Demangevelle Salle des fêtes | Demangevelle                  |                               | 47° 55′ 38″ nord, 6° 02′ 12″ est | « PA70000063 »                | Inscrit               | 2003           | Image manquante Téléverser |
| Église Saint-Germain d'Équevilley | Équevilley                    |                               | 47° 46′ 09″ nord, 6° 11′ 02″ est | « PA00102150 »                | Inscrit               | 1944           | Église Saint-Germain d'Équevilley |
| Croix des morts de Faucogney-et-la-Mer | Faucogney-et-la-Mer           |                               | 47° 50′ 29″ nord, 6° 33′ 53″ est | « PA00102299 »                | Inscrit               | 1989           | Image manquante Téléverser |
| Église Saint-Georges de Faucogney-et-la-Mer | Faucogney-et-la-Mer           |                               | 47° 50′ 37″ nord, 6° 33′ 54″ est | « PA00102154 »                | Inscrit               | 1979           | Église Saint-Georges de Faucogney-et-la-Mer |
| Église Saint-Martin de Faucogney-et-la-Mer Le chœur et le chevet de l'église ainsi que le cimetière qui entoure l'édifice. | Faucogney-et-la-Mer           |                               | 47° 49′ 42″ nord, 6° 33′ 35″ est | « PA00102155 »                | Inscrit               | 1944           | Église Saint-Martin de Faucogney-et-la-MerLe chœur et le chevet de l'église ainsi que le cimetière qui entoure l'édifice. |
| Enceinte de Faucogney-et-la-Mer La tour subsistante dite tour MXV. | Faucogney-et-la-Mer           | Rue des Fossés                | 47° 50′ 29″ nord, 6° 33′ 51″ est | « PA00102156 »                | Inscrit               | 1983           | Enceinte de Faucogney-et-la-MerLa tour subsistante dite tour MXV. |
| Fontaine de Faucogney-et-la-Mer | Faucogney-et-la-Mer           | Place Poirey                  | 47° 50′ 35″ nord, 6° 33′ 50″ est | « PA00102310 »                | Classé                | 1992           | Fontaine de Faucogney-et-la-Mer |
| Abbaye Notre-Dame de Faverney | Faverney                      |                               | 47° 46′ 07″ nord, 6° 06′ 18″ est | « PA00102159 »                | Classé                | 1846           | Abbaye Notre-Dame de Faverney |
| Caserne de Faverney | Faverney                      |                               | 47° 45′ 59″ nord, 6° 06′ 07″ est | « PA00102157 »                | Inscrit               | 1986           | Caserne de Faverney |
| Croix de village de Faverney | Faverney                      | Place de la Mairie            | 47° 46′ 04″ nord, 6° 06′ 17″ est | « PA00102158 »                | Classé                | 1913           | Croix de village de Faverney |
| Gendarmerie de Faverney | Faverney                      |                               | 47° 46′ 04″ nord, 6° 06′ 22″ est | « PA70000004 »                | Inscrit               | 1996           | Gendarmerie de Faverney |
| Halles de Faverney | Faverney                      |                               | 47° 46′ 01″ nord, 6° 06′ 15″ est | « PA70000003 »                | Inscrit               | 1996           | Halles de Faverney |
| Maison | Faverney                      | 17 rue Thiers                 | 47° 46′ 04″ nord, 6° 06′ 17″ est | « PA00102161 »                | Inscrit               | 2009           | Maison |
| Maison des hôtes | Faverney                      | Place Sainte-Gudes Rue Thiers | 47° 46′ 03″ nord, 6° 06′ 17″ est | « PA00102160 »                | Inscrit               | 1969           | Maison des hôtes |
| Croix de calvaire de Blanzey-Haut | Fougerolles                   |                               | 47° 52′ 44″ nord, 6° 25′ 52″ est | « PA00102166 »                | Classé                | 1981           | Croix de calvaire de Blanzey-Haut |
| Église Saint-Étienne de Fougerolles | Fougerolles                   |                               | 47° 53′ 09″ nord, 6° 24′ 15″ est | « PA00102167 »                | Inscrit               | 1978           | Église Saint-Étienne de Fougerolles |
| Ferme-distillerie du Petit-Fahys | Fougerolles                   | Petit-Fahys                   | 47° 54′ 26″ nord, 6° 24′ 05″ est | « PA00102168 »                | Inscrit               | 1984           | Image manquante Téléverser |
| Presbytère de Jonvelle | Jonvelle                      |                               | 47° 56′ 12″ nord, 5° 55′ 18″ est | « PA70000007 »                | Inscrit               | 1996           | Image manquante Téléverser |
| Prieuré de Jonvelle et maison Cœurdacier | Jonvelle                      |                               | 47° 56′ 10″ nord, 5° 55′ 15″ est | « PA00102196 »                | Inscrit               | 1927           | Prieuré de Jonvelle et maison Cœurdacier |
| Site gallo-romain de Jonvelle | Jonvelle                      |                               | 47° 55′ 48″ nord, 5° 55′ 17″ est | « PA00102328 »                | Inscrit               | 1992           | Site gallo-romain de Jonvelle |
| Église Saint-Pierre de Jussey | Jussey                        |                               | 47° 49′ 30″ nord, 5° 54′ 10″ est | « PA00102197 »                | Inscrit               | 1976           | Église Saint-Pierre de Jussey |
| Fontaine Marianne | Jussey                        | Place de la Libération        | 47° 49′ 37″ nord, 5° 53′ 51″ est | « PA70000041 »                | Inscrit               | 2000           | Fontaine Marianne |
| Maison Cordienne | Jussey                        | Rue Patet-Tournante           | 47° 49′ 29″ nord, 5° 54′ 05″ est | « PA70000017 »                | Inscrit               | 1997           | Maison Cordienne |
| Tombe de la famille Gérard | Jussey                        |                               | 47° 49′ 19″ nord, 5° 54′ 16″ est | « PA70000085 »                | Inscrit               | 2008           | Tombe de la famille Gérard |
| Croix de cimetière de Lambrey | Lambrey                       |                               | 47° 45′ 50″ nord, 5° 55′ 40″ est | « PA00102303 »                | Inscrit               | 1989           | Image manquante Téléverser |
| Croix monumentale | La Longine                    |                               | 47° 52′ 59″ nord, 6° 35′ 26″ est | « PA00102304 »                | Classé                | 1992           | Image manquante Téléverser |
| Atelier de potiers du Chatigny | Luxeuil-les-Bains             |                               | 47° 49′ 32″ nord, 6° 22′ 54″ est | « PA00102202 »                | Classé                | 1988           | Atelier de potiers du Chatigny |
| Église Saint-Martin de Luxeuil-les-Bains | Luxeuil-les-Bains             | place de la République        | 47° 49′ 03″ nord, 6° 22′ 50″ est | « PA70000099 »                | Classé                | 2010           | Église Saint-Martin de Luxeuil-les-Bains |
| Établissement thermal de Luxeuil-les-Bains | Luxeuil-les-Bains             |                               | 47° 49′ 15″ nord, 6° 22′ 35″ est | « PA00102203 »                | Classé Classé Inscrit | 1862 1942 2011 | Établissement thermal de Luxeuil-les-Bains |
| Hôtel Bretons-d'Amblans | Luxeuil-les-Bains             | 6 place de la Baille          | 47° 49′ 03″ nord, 6° 22′ 54″ est | « PA00102207 »                | Inscrit               | 1976           | Hôtel Bretons-d'Amblans |
| Hôtel Pusel | Luxeuil-les-Bains             | 4 place de la Baille          | 47° 49′ 03″ nord, 6° 22′ 53″ est | « PA00102206 »                | Inscrit               | 1997           | Hôtel Pusel |
| Hôtel Thiadot | Luxeuil-les-Bains             | 2 place de la Baille          | 47° 49′ 03″ nord, 6° 22′ 53″ est | « PA00102204 »                | Classé                | 1999           | Hôtel Thiadot |
| Hôtel Thiebaut de Montureux | Luxeuil-les-Bains             |                               | 47° 49′ 02″ nord, 6° 22′ 50″ est | « PA70000100 »                | Inscrit               | 2011           | Hôtel Thiebaut de Montureux |
| Hôtel de ville de Luxeuil (Ancien) | Luxeuil-les-Bains             |                               | 47° 49′ 04″ nord, 6° 22′ 49″ est | « PA00102205 »                | Classé                | 1862           | Hôtel de ville de Luxeuil (Ancien) |
| Maison | Luxeuil-les-Bains             | 3 place de la Baille          | 47° 49′ 02″ nord, 6° 22′ 53″ est | « PA00102209 »                | Inscrit               | 1927           | Image manquante Téléverser |
| Maison | Luxeuil-les-Bains             | 6 place Saint-Pierre          | 47° 49′ 02″ nord, 6° 22′ 51″ est | « PA70000018 »                | Inscrit               | 1997           | Maison |
| Maison | Luxeuil-les-Bains             | 26 rue Victor-Genoux          | 47° 49′ 02″ nord, 6° 22′ 50″ est | « PA00102211 »                | Inscrit               | 1971           | Image manquante Téléverser |
| Maison | Luxeuil-les-Bains             | 51 rue Victor-Genoux          | 47° 48′ 58″ nord, 6° 22′ 55″ est | « PA00102213 »                | Inscrit               | 1971           | Maison |
| Maison du cardinal Jouffroy | Luxeuil-les-Bains             | 53 rue Victor-Genoux          | 47° 49′ 04″ nord, 6° 22′ 48″ est | « PA00102214 »                | Classé                | 1921           | Maison du cardinal Jouffroy |
| Maison espagnole | Luxeuil-les-Bains             | 8 place Saint-Pierre          | 47° 49′ 01″ nord, 6° 22′ 50″ est | « PA00102210 »                | Inscrit               | 1971           | Maison espagnole |
| Maison de François Ier | Luxeuil-les-Bains             | 35 rue Victor-Genoux          | 47° 49′ 01″ nord, 6° 22′ 49″ est | « PA00102212 »                | Classé                | 1927           | Maison de François Ier |
| Maison à l'oriflamme | Luxeuil-les-Bains             | 14 place de la République     | 47° 49′ 04″ nord, 6° 22′ 52″ est | « PA00102208 »                | Inscrit               | 1971           | Maison à l'oriflamme |
| Monastère de Luxeuil | Luxeuil-les-Bains             | 14 rue Victor-Genoux          | 47° 48′ 59″ nord, 6° 22′ 53″ est | « PA00102201 »                | Classé                | 1846           | Monastère de Luxeuil |
| Église Saint-Pierre-Saint-Paul de Mailleroncourt-Saint-Pancras | Mailleroncourt-Saint-Pancras  | Rue de l'église               | 47° 54′ 57″ nord, 6° 07′ 59″ est | « PA00102215 »                | Inscrit               | 1987           | Église Saint-Pierre-Saint-Paul de Mailleroncourt-Saint-Pancras |
| Mairie-lavoir de Mailleroncourt-Saint-Pancras | Mailleroncourt-Saint-Pancras  |                               | 47° 55′ 08″ nord, 6° 07′ 54″ est | « PA00102216 »                | Inscrit               | 1986           | Mairie-lavoir de Mailleroncourt-Saint-Pancras |
| Pont à la Polonceau sur la Lanterne | Mersuay                       |                               | 47° 48′ 16″ nord, 6° 09′ 50″ est | « PA00102224 »                | Inscrit               | 1982           | Image manquante Téléverser |
| Château de Montcourt | Montcourt                     |                               | 47° 55′ 45″ nord, 5° 57′ 26″ est | « PA00102323 »                | Inscrit               | 1991           | Image manquante Téléverser |
| Église Saint-Martin de Montdoré | Montdoré                      |                               | 47° 55′ 14″ nord, 6° 04′ 49″ est | « PA00102228 »                | Inscrit               | 1971           | Église Saint-Martin de Montdoré |
| Abbaye de Cherlieu | Montigny-lès-Cherlieu         | Cherlieu                      | 47° 46′ 53″ nord, 5° 49′ 30″ est | « PA00102229 »                | Classé                | 1984           | Abbaye de Cherlieu |
| Église Saint-Léger de Neurey-en-Vaux | Neurey-en-Vaux                | Ruelle de l'Église            | 47° 44′ 45″ nord, 6° 12′ 16″ est | « PA70000080 »                | Inscrit               | 2006           | Image manquante Téléverser |
| Château d'Ouge | Ouge                          |                               | 47° 47′ 48″ nord, 5° 42′ 18″ est | « PA00102237 »                | Inscrit               | 2021           | Image manquante Téléverser |
| Croix de Saint-Vital | Ouge                          | R.D. 44                       | 47° 47′ 38″ nord, 5° 41′ 56″ est | « PA00102238 »                | Classé                | 1959           | Image manquante Téléverser |
| Église Saint-Remy d'Ouge | Ouge                          |                               | 47° 47′ 48″ nord, 5° 42′ 16″ est | « PA00102239 »                | Inscrit               | 1988           | Image manquante Téléverser |
| Château de Passavant-la-Rochère | Passavant-la-Rochère          |                               | 47° 58′ 04″ nord, 6° 02′ 16″ est | « PA00102242 »                | Classé                | 1987           | Image manquante Téléverser |
| Tour de Passavant-la-Rochère | Passavant-la-Rochère          |                               | 47° 58′ 04″ nord, 6° 02′ 08″ est | « PA00102243 »                | Inscrit               | 1985           | Image manquante Téléverser |
| Château de Clairefontaine | Polaincourt-et-Clairefontaine |                               | 47° 51′ 27″ nord, 6° 05′ 00″ est | « PA00102252 »                | Inscrit               | 1971           | Image manquante Téléverser |
| Église Saint-Étienne de Port-sur-Saône | Port-sur-Saône                |                               | 47° 41′ 20″ nord, 6° 02′ 37″ est | « PA00102254 »                | Inscrit               | 1946           | Église Saint-Étienne de Port-sur-Saône |
| École Saint-Valère de Port-sur-Saône | Port-sur-Saône                |                               | 47° 41′ 30″ nord, 6° 02′ 18″ est | « PA70000118 »                | Inscrit               | 2018           | Image manquante Téléverser |
| Auberge de jeunesse de Port-sur-Saône | Port-sur-Saône                |                               | 47° 40′ 55″ nord, 6° 02′ 33″ est | « PA70000117 »                | Inscrit               | 2018           | Auberge de jeunesse de Port-sur-Saône |
| Église Saint-Martin de Purgerot | Purgerot                      |                               | 47° 44′ 56″ nord, 5° 59′ 54″ est | « PA70000030 »                | Inscrit               | 1998           | Image manquante Téléverser |
| Lavoir | Purgerot                      | Rue du Vaux                   | 47° 44′ 59″ nord, 5° 59′ 55″ est | « PA00102313 »                | Inscrit               | 1990           | Image manquante Téléverser |
| Château de La Rochelle | La Rochelle                   |                               | 47° 44′ 45″ nord, 5° 43′ 55″ est | « PA00102262 »                | Inscrit               | 1987           | Image manquante Téléverser |
| Maison | La Roche-Morey                | Rue Haute                     | 47° 42′ 43″ nord, 5° 44′ 14″ est | « PA70000043 »                | Inscrit               | 2000           | Image manquante Téléverser |
| Prieuré de La Roche-Morey | La Roche-Morey                |                               | 47° 42′ 47″ nord, 5° 44′ 16″ est | « PA00102261 »                | Inscrit               | 1966           | Prieuré de La Roche-Morey |
| Grenier chalot de Saint-Bresson | Saint-Bresson                 | La Corbière                   | 47° 53′ 42″ nord, 6° 30′ 54″ est | « PA70000054 »                | Inscrit               | 2001           | Image manquante Téléverser |
| Château des Bouly | Saint-Loup-sur-Semouse        |                               | 47° 53′ 06″ nord, 6° 16′ 33″ est | « PA00102268 »                | Classé                | 1979           | Château des Bouly |
| Château de Saint-Remy | Saint-Rémy-en-Comté           |                               | 47° 49′ 51″ nord, 6° 05′ 28″ est | « PA00102269 »                | Classé                | 1931           | Château de Saint-Remy |
| Ermitage de Saint-Valbert | Saint-Valbert                 |                               | 47° 51′ 33″ nord, 6° 24′ 10″ est | « PA00102270 »                | Classé                | 1914           | Image manquante Téléverser |
| Château de Saulx | Saulx                         | Route Nationale               | 47° 41′ 41″ nord, 6° 16′ 43″ est | « PA00102271 »                | Classé Inscrit        | 1991 2013      | Château de Saulx |
| Pont tournant de Selles | Selles                        |                               | 47° 57′ 42″ nord, 6° 05′ 12″ est | « PA00132864 »                | Classé                | 1994           | Image manquante Téléverser |
| Grange des Charmes | Semmadon                      |                               | 47° 44′ 41″ nord, 5° 53′ 54″ est | « PA00102326 »                | Inscrit               | 1991           | Image manquante Téléverser |
| Église Saint-Étienne de Senoncourt | Senoncourt                    |                               | 47° 50′ nord, 6° 04′ est         | « PA00102274 »                | Inscrit               | 1934           | Église Saint-Étienne de Senoncourt |
| Église Saint-Éloi du Val-Saint-Éloi | Le Val-Saint-Éloi             |                               | 47° 44′ 12″ nord, 6° 11′ 01″ est | « PA70000112 »                | Inscrit               | 2014           | Église Saint-Éloi du Val-Saint-Éloi |
| Château de Vauvillers | Vauvillers                    |                               | 47° 55′ 20″ nord, 6° 05′ 54″ est | « PA00102283 »                | Inscrit               | 1980           | Château de Vauvillers |
| Église de la Nativité de Notre-Dame de Vauvillers | Vauvillers                    |                               | 47° 55′ 20″ nord, 6° 05′ 47″ est | « PA70000031 »                | Inscrit               | 1998           | Église de la Nativité de Notre-Dame de Vauvillers |
| Grande fontaine de Vauvillers | Vauvillers                    | Place de la Grande-Fontaine   | 47° 55′ 23″ nord, 6° 05′ 45″ est | « PA70000101 »                | Inscrit               | 2011           | Grande fontaine de Vauvillers |
| Halles de Vauvillers | Vauvillers                    |                               | 47° 55′ 21″ nord, 6° 05′ 49″ est | « PA00102284 »                | Inscrit               | 1979           | Halles de Vauvillers |
| Maison du cardinal Sommier | Vauvillers                    | 3 rue du Château              | 47° 55′ 21″ nord, 6° 05′ 51″ est | « PA70000046 »                | Inscrit               | 2000           | Maison du cardinal Sommier |
| Presbytère de Vauvillers | Vauvillers                    | 3 rue de la Fontaine          | 47° 55′ 21″ nord, 6° 05′ 45″ est | « PA70000102 »                | Inscrit               | 2011           | Image manquante Téléverser |
| Église Saint-Pierre de Villers-lès-Luxeuil | Villers-lès-Luxeuil           |                               | 47° 46′ 17″ nord, 6° 17′ 11″ est | « PA00135348 »                | Inscrit               | 1995           | Église Saint-Pierre de Villers-lès-Luxeuil |